# Чешме-йе-Али
Чешме-йе-Али (перс. چشمه علی‎, произн. Чэщмэ-йэ Али; досл. источник Али) — археологический памятник, находящийся в иранском городе Рей, южном пригороде современного Тегерана.

## Происхождение названия

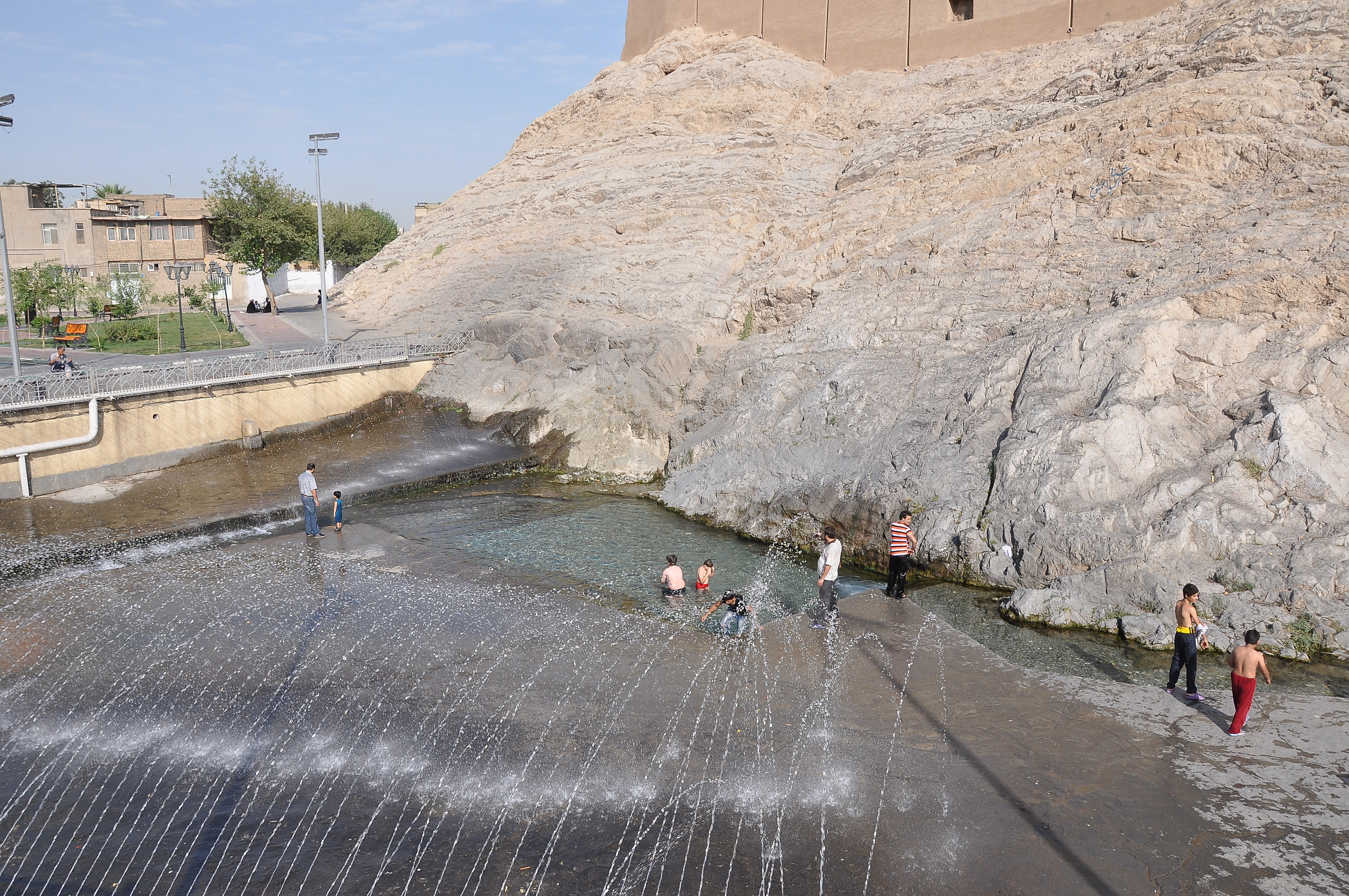
Фонтан Чещме-йе Али

Древнее название этого источника — «сурини», что, вероятно, имеет отношение к названию одной из местных династий в эпоху Аршакидов и Сасанидов. Позднее источник получил свое название по первому шиитского имаму Али.

## География
Природный источник Чещме-йе Али простирается примерно на 400 км в направлении с востока на запад. Локация, которая охватывает источник, возвышенность и непосредственно прилегающий район, находится на севере древнего Рея, то есть на юго-востоке современного Тегерана. От соседней горы Кух-е Сафаийе и крепости Ращкан он удален примерно на 300 м в сторону северо-запада, а его высота над уровнем моря составляет около 1070 м.

## Парфянский период
К открытым памятникам парфянского периода следует отнести важные здания, построенные из глиняного кирпича. Они представляют собою архитектурный комплекс состоял из центрального двора, окруженного домами, а немецкий археолог Э. Ф. Шмидт считает, что это — храм (возможно, зороастрийский храм огня). Он относит найденные там монеты к парфянскому периоду (III в. до н. э. — III в. н. э.). Внутри комплекса найдены монеты, относящиеся ко времени правления Митридата I (171—138 гг. до н. э.), Пакора II (78-105 гг. н. э.), а вне комплекса в том же археологическом слое есть около 500 медных монет из времени Митридата II (123-88 гг. до н. э.), Орода II (57-37 гг. до н. э.), Фраата IV (37-2 гг. до н. э.) и Вонона I (8-12 гг. н. э.). Также, найдены и зеленовато-голубые фрагменты посуды.

## Раннеисламский период
В Чещме-йе Али найдены и остатки раннеисламского города с ограниченным числом артефактов. Городские крепостные стены построены в соответствие с топографическими особенностями возвышенности и в течение Средних веков представляли собою северную границу крепости города Рей, а их западная часть сегодня основательно реконструирована. Поскольку раннеисламский Рей был важным стратегическим пунктом для контроля над восточною частью халифата, а также родным городом халифа Харуна-ар-Рашида, чей роскошный двор упомянут в рассказах «Тысяча и одна ночь», иранские археологи относят крепостные стены к раннеаббасидскому периоду (VIII—IX вв.). В соседнем двухметровом слое земли из того же периода Э. Ф. Шмидт раскопал малые мавзолеи, много могил, а также надгробные плиты из алебастра с куфическими религиозными орнаментами. Найденные предметы — это главным образом монеты, относящиеся к раннеисламскому (омейядскому и аббасидскому) и среднеисламскому (буидскому и сельджукскому) периодам. С учетом того, что найдены и монеты с изображением Шахруда Мирзави (правил в 1405—1447 гг.), специалисты предполагают, что самый новый исламский слой относится к тимуридскому периоду (XIV—XV вв.).

## Каджарский барельеф

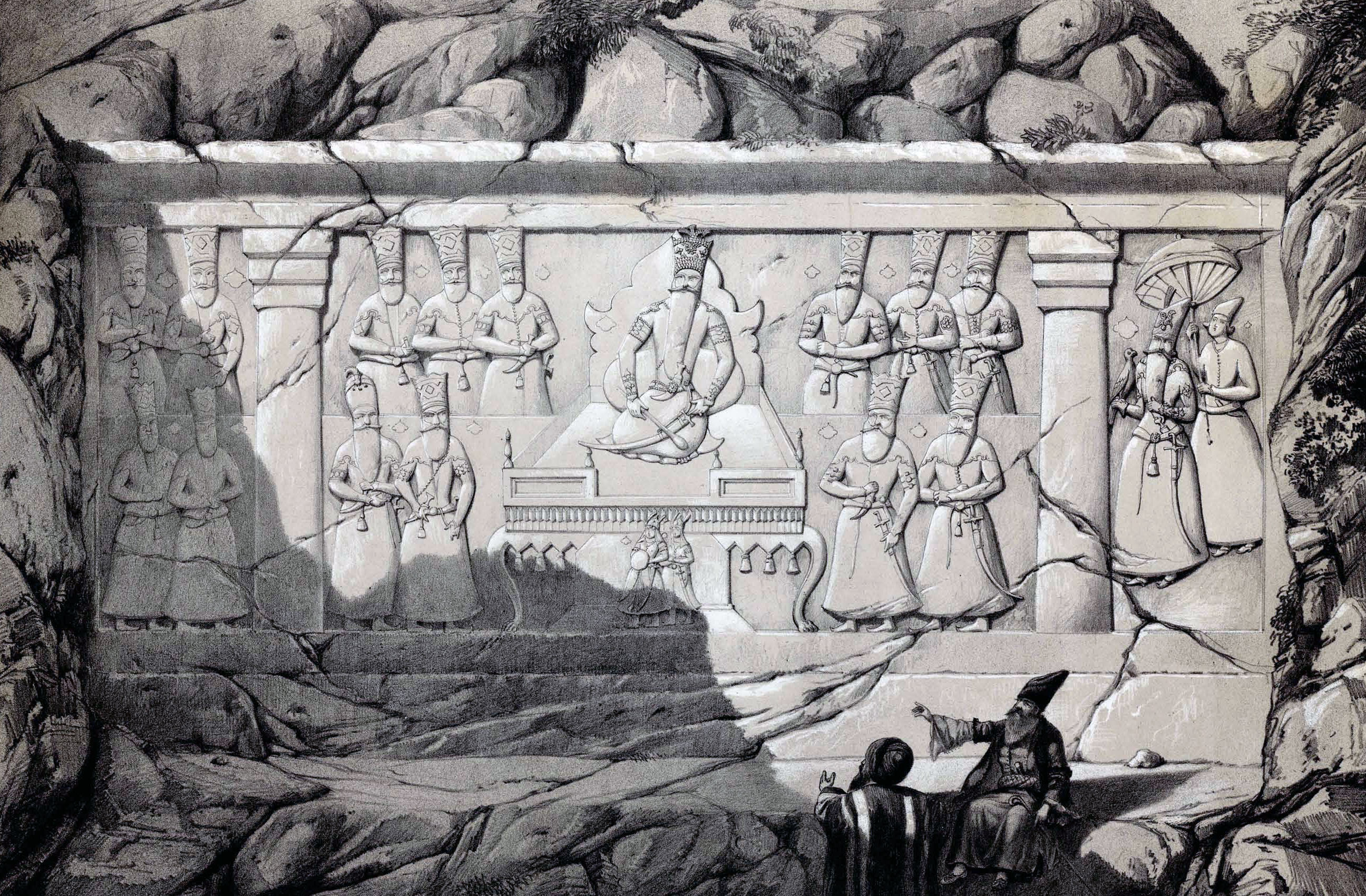
Барельеф Фатх Али-шаха Каджара

Непосредственно над восточною частью источника находится большой барельеф, которого в начале XIX в. приказал вырезать каджарский правитель Фатх Али-шах (правил с 1797 по 1834 гг.). Похожие барельефы он приказал вырезать и в останах Керманшах и Фарс, что свидетельствует о том, что он был вдохновлен древними ахеменидскими (Бехистунская надпись), а также сасанидскими (Нахщ-е Рустам) барельефами. Место для барельефа выбрано потому, что Чещме-йе Али был весьма посещаемым местом как для путников с конями и ослами, так и для локального населения, которое там мыло ковры, веря, что их минеральная вода из источника обновляет.
Барельеф с изображением правителя и его подданных разделен на три панели. В центре главной панели показан Фатх Али-шах, сидящий на престоле, на его голове — высокая шапка, он носит большие усы и длинную бороду. Меч и кинжал прикреплены ему на ремень, а в руке он держит жезл. На его правой руке сидит сокол, а за престолом стоит подданный с зонтом, защищающим шаха от солнца. Подданные шаха поставлены в два ряда, а девять человек с правой стороны от него идентифицируются как Наиб-Сольтане, Хусейн-Али и Такы-Мирза (наверху), и Мухаммед, Али-Мирза, Фатех Али-Мирза, Абдуллах-Мирза, Бачме-Мирза и один неизвестный (внизу). Около самого правителя стоят Хейдар-Мирза и Мохалах-Мирза.